# 荀悦
荀悦（148年—209年），字仲豫，潁川潁阳（今河南许昌）人，东汉末史学家，儒学思想家，政治家。

## 生平
荀子的13世孙。出身儒學世家，荀淑之孫，荀儉之子，荀爽之侄。
十二歲喪父，家貧無書，然聪慧好学，博闻强记，过目成诵。汉灵帝时，宦官专权，長期托病隐居。建安元年（196年），曹操採納荀彧建議，準備迎獻帝至許昌。荀悅在荀彧的推薦下，起初任職於鎮東將軍曹操府，不久，獻帝定都許昌，荀悅遷漢廷黃門侍郎。建安三年（198年），任秘書監、給事中，侍講於獻帝左右，日夕談論，深為獻帝嘉許。當時曹操专权，汉献帝实为傀儡，不能主持朝政。荀悦慨叹大道不行，便把自己的抱负和谋略，著述成书。獻帝常以班固《漢書》文繁難省，乃令荀悅撰《漢紀》三十篇。建安十四年（209年）病逝，終年六十二歲。

## 著作
建安五年（200年），撰成《汉纪》30卷，體例嚴整，文字簡潔。另著有《申鑑》5篇，《崇德》、《正论》等。
荀悦作《漢紀》时，表示立典要有五志：“一曰達道義，二曰彰法式，三曰通古今，四曰著功勛，五曰表賢能。”

## 延伸阅读
[在维基数据编辑]
 在维基文库阅读此作者作品
 《後漢書/卷62》，出自范晔《後漢書》

## 研究書目
- 陳啟雲著，高專誠譯：《荀悅與中古儒學》（瀋陽：遼寧教育出版社，2000）。